# Rhaphidura
Rhaphidura – rodzaj ptaków z podrodziny jerzyków (Apodinae) w rodzinie jerzykowatych (Apodidae).

## Zasięg występowania
Rodzaj obejmuje gatunki występujące w Azji Południowo-Wschodniej i Afryce Subsaharyjskiej.

## Morfologia
Długość ciała 11–11,5 cm; masa ciała samców średnio 20 g, samic 19 g.

## Systematyka

### Etymologia
- Rhaphidura: gr. ῥαφις rhaphis, ῥαφιδος rhaphidos „igła”, od ῥαπτω rhaptō „szyć”; ουρα oura „ogon”[5].
- Alterapus: łac. alter, altera „inny, drugi”, od formy alius „inny”; rodzaj Apus Scopoli, 1777 (jerzyk)[6]. Gatunek typowy: Chaetura sabini J.E. Gray, 1829.

### Podział systematyczny
Do rodzaju należą następujące gatunki:
- Rhaphidura leucopygialis (Blyth, 1849) – kolcosternik srebrnorzytny
- Rhaphidura sabini (J.E. Gray, 1829) – kolcosternik białobrzuchy